# أوقست فيرنر
أوقست فيرنر (بالألمانية: August Werner)‏ (6 مارس 1896 كيل ألمانيا - 20 أكتوبر 1968 كيل ألمانيا) هو لاعب كرة قدم ألماني سابق كان يلعب كمدافع.

## روابط خارجية
- أوقست فيرنر على موقع قاعدة بيانات كرة القدم.إي يو (الإنجليزية)
- أوقست فيرنر على موقع ناشيونال فوتبول تيمز (الإنجليزية)
- أوقست فيرنر على موقع عالم كرة القدم.نت (الإنجليزية)